# メレニャーノ
メレニャーノ（伊: Melegnano）は、イタリア共和国ロンバルディア州ミラノ県にある都市であり、その周辺地域を含む人口約1万8000人の基礎自治体（コムーネ）。
ミラノの南東約16kmに位置し、古くはマリニャーノ（Marignano）と呼ばれた。カンブレー同盟戦争中の1515年には当地でマリニャーノの戦いが行われ、フランス王国がスイス傭兵を破って戦争の転換点となった。第二次イタリア独立戦争中の1859年にも当地で戦闘 (it:Battaglia di Melegnano (1859)) があった。

## 地理

### 位置・広がり

#### 隣接コムーネ
隣接するコムーネは以下の通り。
- カルピアーノ
- チェッロ・アル・ランブロ
- コルトゥラーノ
- サン・ジュリアーノ・ミラネーゼ
- ヴィッツォーロ・プレダビッシ

### 地震分類
イタリアの地震リスク階級 (it) では、3 に分類される
。

## 姉妹都市
- Bicske、ハンガリー 2007年